# 廃熱発電
廃熱発電（はいねつはつでん、英語: Waste heat Power generation）とは、排出され大気中や水中に廃棄される熱を利用した発電方法である。一般に廃熱はあまり高温ではないことからスターリングエンジンや熱電変換素子を用いることが多いが、太陽光を集約し高温を得てから発電することにより汽力発電を行うものもある。
2011年現在は、熱電変換素子により地熱、工場の排熱、宇宙空間における排熱を利用しているものが多い。中には鍋やストーブの残熱を利用したものもある。また自動車の燃料の3分の2が使用されずに熱として排出されているものを利用した発電なども研究が進められている。

## 課題
特に工場などでは、廃熱は排熱処理という冷却システムの最終過程として発生するが、その廃熱を熱源として発電に使用することで冷却効果が下がり排熱処理が阻害される問題がある。つまり発電するためには排熱されないほうが発電効率が上がる、という本末転倒な状況が発生するのである。
このため発電に利用された熱をさらに廃熱として排出する仕組みが必要となり、導入費用を引き上げる要因の一つとなっている。